# Ese olor
Ese olor (título original en árabe تلك الرائحة, Tilka al-rāʾiḥah) es una novela del escritor egipcio Sonallah Ibrahim, escrita originalmente en árabe y publicada en 1966. Tras sufrir un secuestro gubernamental y un largo periplo de expurgo y censura, Ese olor ha acabado convirtiéndose en obra de culto en el mundo árabe.

## Estructura y estilo
Se trata de una novela corta sin división por capítulos. En el texto se combina la narración principal con los recuerdos del protagonista, que aparecen marcados en cursiva.
El estilo sobrio y preciso de Ibrahim recuerda a autores como Hemingway o Camus. Su tono autobiográfico y el tiempo colectivo nos trasladan a la ciudad de El Cairo y a una sociedad que se debate entre el panarabismo y la autocracia.

## Argumento y personajes
El Cairo, años 60. Un joven acaba de salir de prisión tras haber cumplido una condena de varios años por motivos inciertos. Vigilado constantemente por un policía, trata de adaptarse a una rutina que le ahoga visitando a familiares y viejos amigos. La única humanidad que parece quedarle es la que rescata de los recuerdos que aún habitan en su mente.
Una historia sobre la ausencia de libertad, la miseria sexual y las ilusiones perdidas.

## Ediciones en español
Esta novela fue publicada por primera vez en castellano en mayo de 2014 por la editorial Libros de la Ballena, con una traducción directa del árabe a cargo de Antonio Galán.